# نیدرویزا
نیدرویزا (به آلمانی: Niederwiesa) یک شهر در آلمان است که در میتل‌زاکسن واقع شده‌است. نیدرویزا ۵٬۲۳۷ نفر جمعیت دارد.